# Mikael Ingebrigtsen
 Mikael Norø Ingebrigtsen (sinh ngày 21 tháng 7 năm 1996) là một cầu thủ bóng đá người Na Uy thi đấu ở vị trí Tiền vệ chạy cánh cho IFK Göteborg.
Ingebrigtsen sinh ra ở Tromsø.

## Thống kê sự nghiệp
Tính đến trận đấu diễn ra ngày 5 tháng 11 năm 2017
| Câu lạc bộ          | Mùa giải            | Giải vô địch             | Giải vô địch | Giải vô địch | Cúp Quốc gia | Cúp Quốc gia | Châu lục | Châu lục  | Tổng cộng | Tổng cộng |
| Câu lạc bộ          | Mùa giải            | Hạng đấu                 | Số trận      | Bàn thắng    | Số trận      | Bàn thắng    | Số trận  | Bàn thắng | Số trận   | Bàn thắng |
| ------------------- | ------------------- | ------------------------ | ------------ | ------------ | ------------ | ------------ | -------- | --------- | --------- | --------- |
| Tromsø              | 2014                | Norwegian First Division | 6            | 0            | 3            | 0            | 1        | 0         | 10        | 0         |
| Tromsø              | 2015                | Tippeligaen              | 20           | 3            | 1            | 1            | -        | -         | 21        | 4         |
| Tromsø              | 2016                | Tippeligaen              | 24           | 3            | 5            | 1            | -        | -         | 29        | 4         |
| Tromsø              | 2017                | Eliteserien              | 25           | 8            | 3            | 3            | -        | -         | 28        | 11        |
| Tromsø              | Tổng cộng           | Tổng cộng                | 75           | 14           | 12           | 5            | 1        | 0         | 88        | 19        |
| IFK Göteborg        | 2018                | Allsvenskan              | 0            | 0            | 3            | 0            | -        | -         | 3         | 0         |
| IFK Göteborg        | Tổng cộng           | Tổng cộng                | 0            | 0            | 3            | 0            | 0        | 0         | 3         | 0         |
| Tổng cộng sự nghiệp | Tổng cộng sự nghiệp | Tổng cộng sự nghiệp      | 75           | 14           | 15           | 5            | 1        | 0         | 91        | 19        |